# Rinomodelación
La rinomodelación es un tratamiento estético que se lleva a cabo con sustancias absorbibles por el organismo con el objetivo de realizar pequeñas modificaciones de la nariz y corregir diversas imperfecciones para obtener una forma equilibrada con el conjunto del rostro, sin necesidad de una cirugía plástica. A diferencia de la rinoplastia, la rinomodelación no es una intervención quirúrgica, así que evita las molestias relacionadas con el dolor y el posoperatorio, aunque con efectos son solamente estéticos, funcionales, mucho más limitados y no permanentes.

## Funciones de la rinomodelación
La rinomodelación no está indicada para tratar problemas funcionales de la nariz, como desviaciones de tabiques o cornetes, sino solamente tiene fines estéticos. Su objetivo principal es hacer un remodelaje en el contorno nasal que presente algunas irregularidades, aunque en ocasiones también puede aplicarse en caso de una mala praxis después de una rinoplastia para corregir algunos efectos estéticos. La rinomodelación puede ayudar a respingar la nariz, mejora el aspecto del caballete, disimula el tamaño, camufla el entrecejo, rellena zonas de la nariz, corrige el ancho de las alas de la nariz y de las diminutas desviaciones; todo ello con resultados inmediatos tras el tratamiento.

## Consideraciones anatómicas
La anatomía nasal es compleja: en la mitad de la nariz se encuentra el tabique nasal, que divide la nariz en dos fosas nasales, y cada una de ellas posee dos corrientes. El flujo normal de aire atraviesa normalmente sin ningún tropiezo. También está conformada por la mucosa nasal, la misma recubre el tabique y los cornetes, sirve para humedecer, filtrar y calentar el aire. Esta mucosa nasal esta reforzada por la cavidad de los senos paranasales. En cuanto a la fisionomía externa, está compuesta por un hueso y un cartílago cubierto por toda la piel, además se pueden observar los cartílagos laterales superiores, dos válvulas internas, los cartílagos alares, los músculos, y finalmente la piel. En base a lo anterior, se puede dividir la pirámide nasal en tres tercios para fines estéticos y en cinco zonas desde el punto de vista funcional.

## Procedimiento
La rinomodelación es un procedimiento ambulatorio, rápido y eficaz, por lo que no requiere hospitalización, tiene apenas una duración de pocos minutos, y al culminar, la persona puede retirarse a su casa. 
El primer paso consiste en que el médico coloque la anestesia local con una crema que contiene propiedades anestésicas. Luego, con una jeringa, se aplica una sustancia llamada ácido hialurónico. El ácido hialurónico es un hidrato de carbono que se encuentra de forma natural en nuestro organismo, junto al colágeno, aumentando el volumen e hidratación de las articulaciones, cartílagos y la piel; aunque con los años este componente se va perdiendo, por la edad y por el daño solar. El ácido hialurónico posee un gran poder de relleno y beneficios para las zonas donde se aplica. También se emplea la hidroxiapatita cálcica que promueve la producción de colágeno natural.  Estos productos impulsan el aumento del contorno de la piel.
El ácido hialurónico se coloca en distintos puntos específicos de la nariz, según la forma que se quiere lograr. De esta manera, va moldeando la zona, hasta obtener el resultado perfecto. El médico debe estar muy pendiente de la respiración nasal del paciente por si se presenta alguna complicación debido a las características anatómicas de su nariz y a su circulación sanguínea. El ácido hialurónico en forma líquida se endurece al entrar en la piel, lo que hace que la nariz se mantenga en su respectivo lugar, sin necesidad de colocar vendas ni tablillas.
Durante los días siguientes, la nariz puede quedar enrojecida y un poco inflamada. El facultativo suele prescribir antiinflamatorios y cremas como el árnica, para mitigar la inflamación. 

## Duración del efecto
La duración está sujeta al tipo de relleno que se aplique, aunque el efecto es reversible, aunque con un lapso de duración entre ocho a doce meses. Los resultados son inmediatos, desde la primera aplicación.

## Precauciones
Este procedimiento no suele aplicarse en menores de edad porque la formación del órgano del olfato no está desarrollada totalmente a esa edad. Por tal razón, antes de someterse a una rinomodelación, es necesario asistir al consultorio del doctor especialista, ya que debe estudiar la fisionomía del paciente detalladamente para determinar si esta capacitado para el tratamiento.
Otra de las precauciones importantes es el exceso de relleno porque éste podría llegar a desplazar el tejido y causar deformidades.
Por otra parte, debe tenerse cuidado con la sustancia que se va a emplear para efectuarse la rinomodelación, siendo cointraindicado el plasma gel, biopolímeros, cartílago de tiburón o sustancias similares porque su administración no ha sido indicada en este caso.
También deben tener precaución pacientes fumadores, consumidores de bebidas alcohólicas, personas con problemas del sistema inmunológico o con trastornos relacionados con la coagulaciones.

## Ventajas
Por ser un proceso ambulatorio no requiere hospitalización, por lo tanto al salir, el paciente puede realizar sus actividades diarias, solo con ciertas precauciones.
No existen complicaciones de alto rango, más que un enrojecimiento y poca inflamación, es sencillo, rápido y no es tan doloroso. Se utiliza anestesia local, aplicando cremas.

## Recomendaciones
- Posterior al proceso, se recomienda no emplear esfuerzos físicos en las próximas cuarenta y ocho horas.
- Al estar muy reciente, se recomienda a la hora de dormir, tratar de permanecer boca arriba, para evitar cualquier movimiento erróneo, o algún golpe que cause molestias en la zona tratada.
- Evitar usar lentes durante las próximas cuarenta y ocho horas.
- No exponerse a altas temperaturas (como asistir a saunas), no recibir tratamientos faciales, o tomar baños tan calientes.
- Después de una semana, debe comenzar a utilizarse protector solar para evitar el envejecimiento prematuro, e imperfecciones en la nariz y la piel, ya que una de las causas de perder el ácido hialurónico natural que se encuentra dentro del cuerpo humano, es el daño solar.